# فرودگاه اتو
 فرودگاه اتو (به انگلیسی: Otú Airport) (به زبان بومی: Aeropuerto de Otú) یک فرودگاه همگانی مسافربری با کد یاتا OTU است که یک باند فرود آسفالت دارد و طول باند آن ۹۴۶ متر است. این فرودگاه در کشور کلمبیا قرار دارد و در ارتفاع ۶۲۸ متری از سطح دریا واقع شده است.